# Itálie na Letních olympijských hrách 1956
Itálii na Letních olympijských hrách v roce 1956 v australském Melbourne reprezentovala výprava 129 sportovců (114 mužů a 15 žen) v 13 sportech.

## Medailisté
| Medaile | Jméno | Sport             | Soutěž                              |
| ------- | --- | ----------------- | ----------------------------------- |
| Zlato   | Leandro Faggin                                                                                             | Cyklistika        | Muži 1000 m s pevným startem        |
| Zlato   | Antonio Domenicali Leandro Faggin Valentino Gasparella Franco Gandini                                      | Cyklistika        | Družstvo mužů 4 000 m stíhací závod |
| Zlato   | Ercole Baldini                                                                                             | Cyklistika        | Muži silniční závod jednotlivců     |
| Zlato   | Luigi Carpaneda Manlio di Rosa Giancarlo Bergamini Edoardo Mangiarotti Antonio Spallino Vittorio Lucarelli | Šerm              | Družstvo mužů fleret                |
| Zlato   | Carlo Pavesi                                                                                               | Šerm              | Muži kord                           |
| Zlato   | Giorgio Anglesio Franco Bertinetti Giuseppe Delfino Edoardo Mangiarotti Carlo Pavesi Alberto Pellegrino    | Šerm              | Družstvo mužů kord                  |
| Zlato   | Alberto Winkler Romano Sgheiz Angelo Vanzin Franco Trincavelli Ivo Stefanoni                               | Veslování         | Muži čtyřka s kormidelníkem         |
| Zlato   | Galliano Rossini                                                                                           | Sportovní střelba | Muži trap                           |
| Stříbro | Franco Nenci                                                                                               | Box               | Muži velterová váha do 63,5 kg      |
| Stříbro | Guglielmo Presenti                                                                                         | Cyklistika        | Muži sprint 1 000 m                 |
| Stříbro | Raimondo D'Inzeo                                                                                           | Jezdectví         | Parkurové skákání – jednotlivci     |
| Stříbro | Piero d'Inzeo Raimondo D'Inzeo Salvatore Oppes                                                             | Jezdectví         | Parkurové skákání – družstvo        |
| Stříbro | Giancarlo Bergamini                                                                                        | Šerm              | Muži fleret                         |
| Stříbro | Giuseppe Delfino                                                                                           | Šerm              | Muži kord                           |
| Stříbro | Ignazio Fabra                                                                                              | Zápas             | muži, řecko-římský do 52 kg         |
| Stříbro | Agostino Straulino Nicolò Rode                                                                             | Jachting          | Muži třída Star                     |
| Bronz   | Giacomo Bozzano                                                                                            | Box               | Muži váha těžká do 81 kg            |
| Bronz   | Giuseppe Ogna Cesare Pinarello                                                                             | Cyklistika        | Muži tandem 2 000 m                 |
| Bronz   | Piero d'Inzeo                                                                                              | Jezdectví         | Parkurové skákání – jednotlivci     |
| Bronz   | Antonio Spallino                                                                                           | Šerm              | Muži fleret                         |
| Bronz   | Edoardo Mangiarotti                                                                                        | Šerm              | Muži kord                           |
| Bronz   | Alessandro Ciceri                                                                                          | Sportovní střelba | Muži trap                           |
| Bronz   | Ermanno Pignatti                                                                                           | Vzpírání          | Muži střední váha do 75 kg          |
| Bronz   | Alberto Pigiani                                                                                            | Vzpírání          | Muži těžká váha nad 90 kg           |
| Bronz   | Adelmo Bulgarelli                                                                                          | Zápas             | muži, řecko-římský nad 97 kg        |